# العلاقات التشادية اللاتفية
العلاقات التشادية اللاتفية هي العلاقات الثنائية التي تجمع بين تشاد ولاتفيا.

## مقارنة بين البلدين
هذه مقارنة عامة ومرجعية للدولتين:
| وجه المقارنة                                              | تشاد                      | لاتفيا                                             |
| --------------------------------------------------------- | ------------------------- | -------------------------------------------------- |
| المساحة (كم2)                                             | 1.28 مليون                | 64.59 ألف                                          |
| عدد السكان (نسمة)                                         | 15.23 مليون               | 1.93 مليون                                         |
| الكثافة السكانية (ن./كم²)                                 | 11.9                      | 29.88                                              |
| العاصمة                                                   | انجمينا                   | ريغا                                               |
| اللغة الرسمية                                             | لغة فرنسية، اللغة العربية | اللغة اللاتفية                                     |
| العملة                                                    | فرنك وسط أفريقي           | يورو، لاتس لاتفي، الروبل اللاتفي ‏، الروبل اللاتفي ‏ |
| الناتج المحلي الإجمالي (بليون دولار)                      | 9.98 مليار                | 30.26 مليار                                        |
| الناتج المحلي الإجمالي (تعادل القوة الشرائية) بليون دولار | 30.54 مليار               | 49.24 مليار                                        |
| الناتج المحلي الإجمالي الاسمي للفرد دولار أمريكي          | 775                       | 14.06 ألف                                          |
| الناتج المحلي الإجمالي للفرد دولار أمريكي                 | 2.18 ألف                  | 23.55 ألف                                          |
| مؤشر التنمية البشرية                                      | 0.392                     | 0.819                                              |
| رمز المكالمات الدولي                                      | +235                      | +371                                               |
| رمز الإنترنت                                              | .td                       | .lv                                                |
| المنطقة الزمنية                                           | ت ع م+01:00               | ت ع م+02:00، ت ع م+03:00، أوروبا/ريغا ‏             |

## منظمات دولية مشتركة
يشترك البلدان في عضوية مجموعة من المنظمات الدولية، منها:
| علم المنظمة | اسم المنظمة                               | تاريخ انضمام تشاد | تاريخ انضمام لاتفيا |
| ----------- | ----------------------------------------- | ----------------- | ------------------- |
|             | مؤسسة التنمية الدولية                     | 7 نوفمبر 1963     | 11 أغسطس 1992       |
|             | يونسكو                                    | 19 ديسمبر 1960    | 9 يوليو 1951        |
|             | وكالة ضمان الاستثمار متعدد الأطراف        | 11 يونيو 2002     | 21 أغسطس 1998       |
|             | الأمم المتحدة                             | 20 سبتمبر 1960    | 17 سبتمبر 1991      |
|             | الاتحاد البريدي العالمي                   | ?                 | ?                   |
|             | البنك الدولي للإنشاء والتعمير             | 10 يوليو 1963     | 11 أغسطس 1992       |
|             | الاتحاد الدولي للاتصالات                  | 25 نوفمبر 1960    | 11 ديسمبر 1921      |
|             | منظمة حظر الأسلحة الكيميائية              | ?                 | ?                   |
|             | مؤسسة التمويل الدولية                     | 2 أبريل 1998      | 29 سبتمبر 1993      |
|             | المركز الدولي لتسوية المنازعات الاستشارية | 14 أكتوبر 1966    | 7 سبتمبر 1997       |
|             | منظمة التجارة العالمية                    | ?                 | 1999                |
|             | منظمة الشرطة الجنائية الدولية             | ?                 | ?                   |

## وصلات خارجية
- موقع وزارة الخارجية اللاتفية